# God Seed
I God Seed sono un gruppo musicale black metal norvegese.

## Storia del gruppo
Il gruppo si è formato nel marzo 2009 dopo che Gaahl perse la disputa legale per l'uso del nome Gorgoroth. Fu così che, insieme a King ov Hell, adottò il nome God Seed (dal nome di un brano dell'album Ad Majorem Sathanas Gloriam). Nell'estate 2009, dopo la partecipazione del gruppo ad alcuni festival, Gaahl lascia i Good Seed e King ov Hell decide di dare vita al progetto Ov Hell.
Nel 2012 Gaahl e King ov Hell ritornano col nome God Seed e con del materiale registrato, che confluisce nell'album I Begin.

## Formazione
- Gaahl – voce
- King ov Hell – basso
- Stian "Sir" Kårstad – chitarra
- Lust Kilman – chitarra
- Kenneth Kapstad – batteria
- Geir Bratland – tastiere

## Discografia
Album in studio
- 2012 - I Begin

Live
- 2008 - Live at Wacken